# Кисорети
Кисорети (груз. კისორეთი) — село в Грузии, на территории Ткибульского муниципалитета края (мхаре) Имеретия.

## География
Село находится в западной части Грузии, на левом берегу реки Лехидари, на расстоянии приблизительно 12 километров (по прямой) к северо-западу от города Ткибули, административного центра муниципалитета. Абсолютная высота — 656 метров над уровнем моря.

## Население
По результатам официальной переписи населения 2014 года, в Кисорети проживало 55 человек (30 мужчин и 25 женщин). В национальной структуре населения грузины составляли 100 %.
| Год  | Население, человек |
| ---- | ------------------ |
| 2002 | 133                |
| 2014 | ↘ 55               |